# 橘真児
橘 真児（たちばな しんじ、1964年8月2日 - ）は、日本の官能小説家である。日本推理作家協会会員。

## 来歴
1996年に作家デビューし、元々は教師を兼ねる兼業作家であったが、2003年以降は専業作家となる。2003年以降は、フランス書院の美少女文庫レーベルにも参加し少年や妹に絡む作品を多く出しており、きょうだい婚のネタも出したことがある。
マドンナメイト文庫（二見書房）でのデビュー作品『ロリータ粘液検査』はロリコンものであったが、当時の官能小説界では類を見ない青春小説風の作風で、かつては官能小説的には微妙な男性主人公の設定となっていた。しかし、萌え系の美少女文庫では女装少年のネタを絡めるストーリー展開が多く、男が女に責められるような描写が役に立っている。例えば『お姉ちゃんとあそぼ』（2005年）は弟が女装する話であり、『カワイイお兄ちゃんなんて大キライ!』（2010年）は妹が兄を女装させる話となっている。時の経過とともに美少女文庫では橘の作風が一般化し、それほど珍しい作風でもなくなっていった。

## 作品

### 美少女文庫
- Ensemble～ぼくの妹（イラスト・杉菜水姫） 2003年7月発売
- 王道学園恋愛 Fall in Love（イラスト・MON-MON） 2004年2月発売
- Evergreen～ぼくの四姉妹（イラスト・百済内創） 2004年4月発売
- お姉ちゃんとあそぼ（イラスト・榊MAKI） 2005年4月発売
- 隣りのランドセル（イラスト・ramis） 2005年6月発売
- 水着でパラダイス！ 僕と彼女の無人島（イラスト・泉りとる） 2005年8月発売
- 部活でパラダイス！ 僕と彼女の課外授業（イラスト・泉りとる） 2006年5月発売
- 六畳一間メイド付き！（イラスト・オダワラハコネ） 2006年8月発売
- いもうと祭り！（イラスト・ごまさとし） 2007年2月発売
- いもうと温泉！（イラスト・ごまさとし） 2007年3月発売
- はぴはぴレッスン だって先生はキミのフィアンセなんだもん（イラスト・神無月ねむ） 2007年12月発売
- いもうと水着！（イラスト・ごまさとし） 2008年4月発売
- 隣りの5人姉妹。（イラスト・鳴海ゆう） 2008年9月発売
- いもうと神様！（イラスト・ごまさとし） 2008年12月発売
- ふたご学園寮へようこそ ボクって女のコ！？（イラスト・ごまさとし） 2009年4月発売
- せんせい失格！（イラスト・蘭宮涼） 2009年10月発売
- カワイイお兄ちゃんなんて大キライ！（イラスト・ごまさとし） 2010年1月発売
- このたび妹と結婚しました。（イラスト・稲垣みいこ） 2010年9月発売
- 妹は温泉女将！ （イラスト・稲垣みいこ） 2011年4月発売